# Julia Dantas
Julia Dantas (Porto Alegre, 1º de junho de 1985) é uma escritora brasileira.

## Biografia
Estudou no Colégio Bom Conselho e, na época do vestibular, ficou em dúvida entre Letras e Jornalismo. Formada em jornalismo pela Universidade Federal do Rio Grande do Sul (UFRGS), estudou crítica de arte em Buenos Aires, na Universidad Nacional de las Artes, e escrita criativa na PUC-RS. Além da Argentina, morou também mais de um ano em Cusco, no Peru. Voltou para o Brasil por um breve período, trabalhando como redatora do site Terra, de onde saiu em 2011 para viajar por Peru, Equador e Colômbia. Voltou a Porto Alegre em 2012, utilizando algumas das memórias das viagens para escrever seu romance de estreia, Ruína y Leveza. Também trabalha com traduções.
Ruína y Leveza, foi finalista do Prêmio Açorianos de Criação Literária para livros inéditos, em 2014, e do Prêmio São Paulo de Literatura na categoria autor estreante com menos de 40 anos, em 2016.

## Obras
- 2015 - Ruína y Leveza (Não Editora)
- 2020 - Fake Fiction: Contos sobre um Brasil onde tudo pode ser verdade (Dublinense, organização)
- 2022 - Ela se chama Rodolfo (DBA Editora)